# Uthman ibn Ali
Uthman ibn Ali (Uthman o Osman Bey, árabe أبو النور عثمان باي; Túnez 27 de mayo de 1763 - 20 de diciembre de 1814) fue bey de Túnez de la dinastía husaynita durante unos meses de 1814.
A la muerte de su hermano mayor Muhammad ibn Ali (Hammuda Pachá) el 15 de septiembre de 1814, fue proclamado bey en preferencia a su sobrino Sidi Muhammad ibn Muhammad (Ibn Hammudi), que quedó excluido de la sucesión. Al cabo de tres meses (21 de noviembre de 1714) su primo Mahmud ibn Muhammad al-Rashid, al que Ali II ibn Husayn había apartado de la sucesión, lo asesinó mientras dormía y se proclamó bey. Sus dos hijos Sidi Salih Bey (heredero designado el 15 de septiembre de 1814) y Sidi Ali Bey, nacido en 1782 y 1789, fueron ejecutados en La Goleta el 21 de diciembre de 1814. Otros dos hijos niños, Sidi Husain Bey (nacido en 1806) y Sidi Ahmed o Mohamed Bey (nacido en Túnez el mismo día de la muerte de su padre) fueron mantenidos en custodia en el Bardo, el primero murió en cautividad y el segundo no quedó libre hasta en 1855 y falleció el 3 de abril de 1868).
| Predecesor: Hammuda Pachá | Bey de Túnez 1814 | Sucesor: Mahmud ibn Muhammad |